# 卡斯特里略德维利亚韦加
卡斯特里略德维利亚韦加，是西班牙卡斯蒂利亚-莱昂帕伦西亚省的一个市镇。 总面积34平方公里，总人口282人（2001年），人口密度8人/平方公里。